# Grad Mannsberg
Grad Mannsberg (nemško  Burg Mannsberg) je bil srednjeveški grad, danes obnovljen, ki je stal na vrhu osamelega gozdnatega hriba nad dolino na 690 m višine severovzhodno od Ostrovice, približno 14 kilometrov severovzhodno od Šentvida ob Glini na avstrijskem Koroškem.  Približno 200 metrov nižje od dobro ohranjenega gradu so razvaline manjšega (starejšega?) stolpastega gradu Alt-Mannsberg.

## Zgodovina
Najstarejša dokumentirana omemba gradu kot "loco Magnesperc" izhaja iz obdobja med letoma 1065 in 1075, ko ga je tirolski plemič Adalbero podaril škofiji Briksen pod škofom Altwinom. Njihova naloga je bila blokirati ozko dolino.  Leta 1163 se omenja kot fevdni zakupnik Herman Mannsberški. Od leta 1190 do 1340 so bili lastniki gradu gospodje Schrankbaumski kot ministeriali Ortenburških grofov. Grad in gospostvo je Konrad Schrankbaumski leta 1301 predal koroškima vojvodoma Otonu in Henriku in ga takoj dobil nazaj v fevd.  Šest let pozneje so mu zaradi nezvestobe grad in posest Mannsberg vzeli, vendar so ga vrnili sinu. Iz dokumentarne formulacije  castrum maius sive superius  izhaja, da je že v tem času moral obstajati poleg večjega zgornjega gradu še en, nižje ležeči grad. Leta 1334 je prišlo do spora glede lastništva gradu in leta 1340 je prišel v last grofa Janeza Pfanberškega do njegove smrti leta 1362. Takrat kot dota njegove hčerke Margarete grad pride v last Celjskega grofa Hansa, ki pa umre že leta 1372. Po njegovi smrti pride do spora glede dedovanja med Celjskimi grofi in Goriškimi, po katerem grad pride v last grofa Huga Montfortsko-Bregenškega, ki se je poročil z Margareto, vdovo hčerko zadnjega Pfanberškega. V lasti Montfortskih je grad in posest ostala do leta 1591, ko jo je grof Anton Montfortsko-Pegavski, ki je vstopil v duhovščino, prodal Bartolomeju Khevenhüllerju Aichelberškemu baronu iz Vajškre, Wernberga in Sommeregg ter tudi dednemu gospodu Ostrovice. Njegov naslednik Žiga Khevenhüller je kot protestant moral leta 1629 zapustiti državo. Pred tem je Mannsberg prodal Krškemu stolnemu kapitlju. Ta je leta 1874 grad Mannsberg prodal dunajskemu advokatu Alojzu Spitzerju.  Ta je obnovil že močno zanemarjeni grad in vanj nastanil svojo obsežno umetnostnozgodovinsko zbirko. Po njegovi smrti je bil objekt prodan. Mannsberg je nato večkrat zamenjal lastnike, a je še vedno v zasebni lasti. Med leti 1994 in 1999 so bile izvedene obsežne prenove.

## Arhitektura
Kljub pogostim menjavam lastništva se grad od 15. stoletja skorajda ni spremenil. Je eden redkih gradov na Koroškem, ki je bil skoraj ves čas poseljen, a so mu bile prihranjene daljnosežne spremembe in še vedno daje dober vtis o grajski gradnji v 14. in 15. stoletju. Najvišji del grajskega kompleksa je glavni grad , ki ima poligonalno tlorisno zasnovo in je obdan z visokim krožnim obzidjem s štirinadstropnim trapezoidnim palacijem , ki je bil zgrajen v 14. stoletju, profili portalnih in okenskih sten kažejo na 14. in 15. stoletje. Nepravilni zahodni trakt z arkadami na dvoriščni strani je bil zgrajen leta 1549. Glavni grad s treh strani obdaja nekoliko nižji, prostoren zunanji grad s srednjeveškimi in renesančnimi sestavinami. Vzhodno od obzidja je trinadstropni vhodni stolp, iz katerega vodi cvinger do palacija. Pred tem je vodnjak. Vzhodno od glavne stavbe so leta 1627 prizidali majhno kaplanijo (župnijsko poslopje) za protestantskega pridigarja. Prostori v notranjosti so bili zasnovani v 16. do 18. stoletju. Izjemen je poznobaročni štukaturni strop iz okoli leta 1730 in strop s tramovi v tretjem nadstropju, na katerega je pritrjen grb Khevenhüller-Stubenbergov.
Grajsko kapelo, ki je bila v 16. stoletju protestantska, je bila prenovljena za katoliška bogoslužja, krasi štukatura iz leta 1711 in se pripisuje Kilianu Pittnerju. Glavni grad s treh strani obdaja prostrano predgradje, v katerem so ohranjeni poznosrednjeveški in renesančni detajli.

## Ruševine Starega Mannsberga
200 metrov južno od zgornjega gradu na skalnem vzpetini so ostanki spodnjega gradu, Altmannsberg, ki je bil verjetno zgrajen približno v istem času na nepravilnem šesterokotnem tlorisu. Tik pred gradom na zahodu so ruševine stolpa. Posamezna nadstropja so bila dostopna le po lestvah. V debelih stenah iz lomljenega kamna so na južni in zahodni strani skupine oken, vsako s po tremi odprtinami, ki se lijakasto širijo navzven. Na severovzhodnem delu kompleksa so vidni ostanki štirinadstropne grajske stavbe. V 13. stoletju so dvorišču prizidali stanovanjski trakt in povečali krožno obzidje za dve nadstropji. Zaradi poznosrednjeveških sprememb se domneva, da je bil ta grad bivalni še do 16. stoletja. Šele leta 1688 se omenja kot »ozek, a visok kvadraten stolp, gol in zapuščen«. 